# Épreuve par équipes du combiné nordique aux Jeux olympiques de 2014
Vous lisez un « bon article » labellisé en 2016.
Pour des articles plus généraux, voir Combiné nordique aux Jeux olympiques de 2014 et Jeux olympiques d'hiver de 2014.
Navigation
Vancouver 2010 Pyeongchang 2018
L'épreuve par équipes de combiné nordique aux Jeux olympiques de 2014 a lieu le 20 février 2014 à RusSki Gorki. Il s'agit de la dernière épreuve de combiné nordique de ces Jeux olympiques.
L'équipe finlandaise déclare forfait avant le saut et neuf équipes participent à l'épreuve. Les Allemands dominent le concours de saut et s'élancent donc en tête lors de la course de ski de fond. Finalement, les Norvégiens remportent l'épreuve au sprint devant les Allemands et les Autrichiens. La France termine quatrième.
L'équipe norvégienne s'impose dans cette épreuve pour la première fois depuis 1998.

## Organisation

### Site

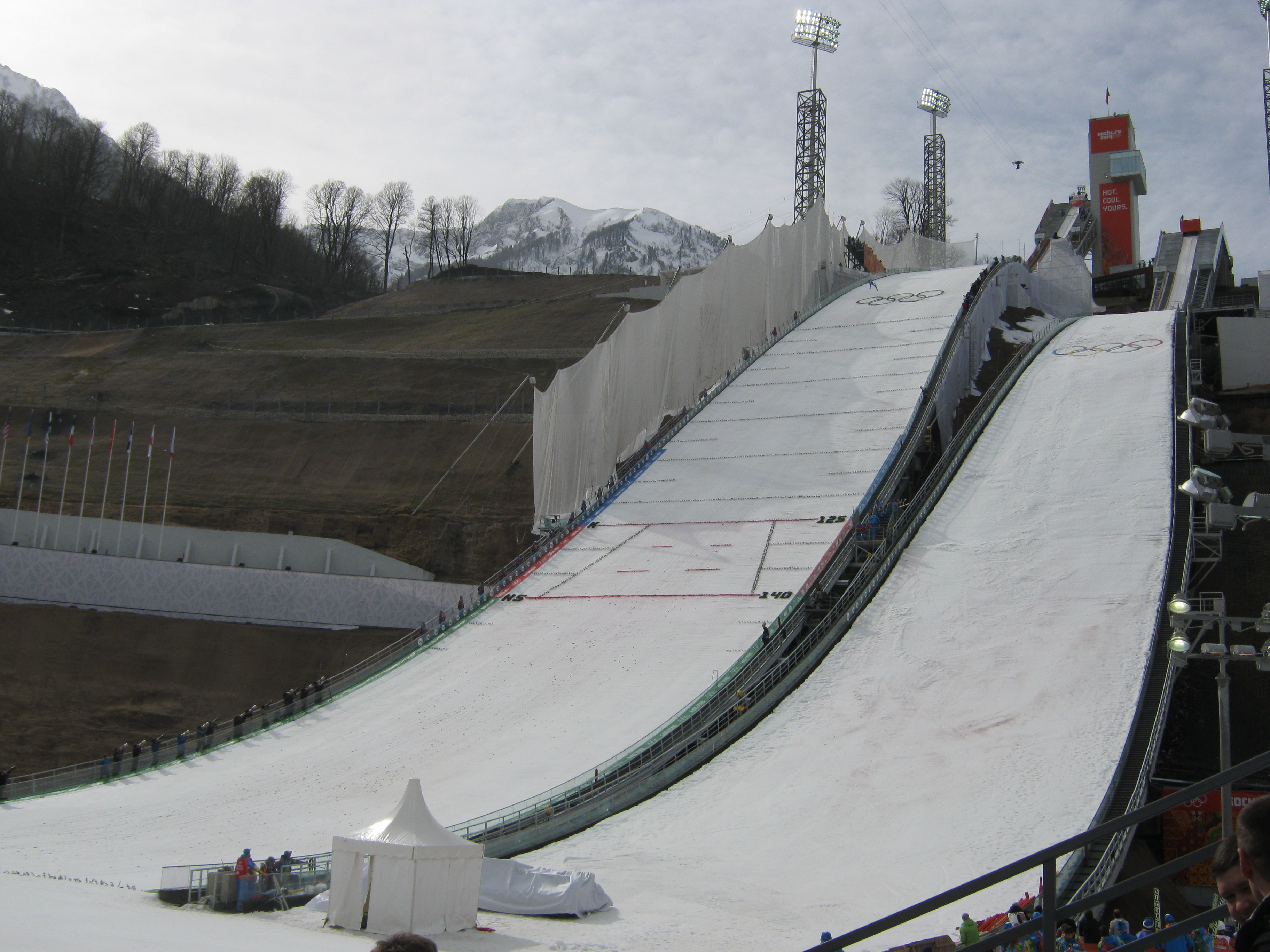
Le K 125 à gauche, le K 95 à droite.

Le saut à ski a lieu au complexe de tremplins RusSki Gorki qui est situé à Krasnaïa Poliana. Le tremplin a été construit pour cette édition des Jeux olympiques. La construction du tremplin a coûté 50 millions d'euros. Le stade dispose de cinq tremplins de différents points K : K 125, K 95, K 72, K 45 et K 25. La capacité du stade est de 7 500 spectateurs,. Le ski de fond a lieu à proximité du tremplin. Le point le plus bas du parcours de ski de fond se situe à 615 m et le plus haut à 665 m. Deux épreuves (une course individuelle et une courses par équipes) de la coupe du monde de combiné nordique ont eu lieu sur ce tremplin en février 2013. L'épreuve par équipes avait été remporté par L'Allemagne devant la France et l'Autriche.

### Calendrier
L'entraînement du 19 février 2014 a été annulé en raison des conditions météorologiques. L'épreuve a lieu le 20 février 2014. La partie du saut à ski commence à midi et la course de ski de fond commence à quinze heures (heure de Moscou).

### Format de l'épreuve
Dans un premier temps, chaque athlète fait un saut sur le grand tremplin d'une taille de 140 mètres. Ensuite, les différences entre les sommes des points de chaque équipe sont converties en secondes selon le tableau de Gundersen, un point valant 1,33 seconde. Les nations partent selon le classement du saut dans la course de ski de fond, qui est un relais de 4 × 5 km, et l'arrivée de cette course détermine le classement final,,.

## Athlètes
Dix équipes peuvent participer à cette épreuve : la Russie est qualifiée en tant que pays organisateur ainsi que les neuf autres pays disposant d'au moins quatre athlètes pour les épreuves de combiné nordique.
La Finlande déclare forfait en raison de la maladie d'Eetu Vähäsöyrinki. Six pays avaient cinq athlètes engagés et ont donc dû faire une sélection : l'Allemagne a préféré Björn Kircheisen à Tino Edelmann. L'Italie préfère Samuel Costa à Giuseppe Michielli. Dans l'équipe du Japon, Yūsuke Minato remplace Taihei Katō qui s'est blessé lors à la réception d'un saut lors de l'épreuve du grand tremplin. L'Autriche choisit d'aligner Christoph Bieler dans le relais et Wilhelm Denifl n'est par conséquent pas aligné. La Norvège choisit d'aligner Jørgen Graabak même si celui-ci est légèrement malade à la gorge.
L’Allemagne et la Norvège sont les deux favoris. La Norvège aligne la même équipe (Mikko Kokslien est remplaçant) que lors des derniers championnats du monde où elle termina deuxième. Il y a plusieurs prétendants à la médaille de bronze : l'Autriche, la France, le Japon et les États-Unis. La France qui reconduit l'équipe championne du monde la saison précédente espère une médaille.

## Récit de l'épreuve
Lors du premier saut du concours, le Japonais Akito Watabe réalise 128 m ce qui place son pays en tête devant l'Allemagne, l'Autriche et la Norvège. Lors du deuxième saut, le remplaçant japonais Yūsuke Minato ne réalise que 110,5 m ce qui place le Japon en 8e position. Christoph Bieler réalise le deuxième plus long saut du concours (133 m). Après deux sauts, la Norvège est troisième avec 26 s de retard sur l'Autriche et 21 s derrière l'Allemagne. Lors du troisième saut, Mario Stecher réalise un saut à 132,5 m ce qui permet à l'Autriche de prendre la tête. Après trois sauts, elle compte 9 s d'avance sur l'Allemagne, 40 s sur la France et 46 s sur la Norvège. Lors du denier saut, Håvard Klemetsen réalise le plus long saut du concours (137,5 m) ce qui permet à la Norvège de se rapprocher de l'Autriche et de l'Allemagne ainsi que de dépasser la France. L'Allemagne profite du saut d'Eric Frenzel (129 m) pour passer devant l'Autriche. Après l'épreuve de saut, l'Allemagne dispose de 7 s d'avance sur l’Autriche, de 25 s sur la Norvège et de 35 s sur la France,.
Jason Lamy-Chappuis déclare après le saut qu'« il faudra recoller vite » et que « tout est encore possible pour la médaille »,.
Lors de l'épreuve de ski de fond, Eric Frenzel est vite rejoint par Lukas Klapfer puis par Magnus Moan après 1,5 km
,. Un temps revenu à 13 s du groupe de tête, le Français Sébastien Lacroix donne le relais à François Braud avec 29 s de retard sur le trio de tête. La tactique française qui consistait à vite rattraper la Norvège échoua, et la France ne put jamais rattraper le trio de tête,. Le Norvégien Jørgen Graabak domine au sprint l'Allemand Fabian Riessle et l'Autrichien Mario Stecher,,.

## Réactions
Les Français sont extrêmement déçus de leur quatrième place,. L'entraîneur de l'équipe de France, Étienne Gouy, considère que la France a perdu la médaille sur le saut : « On en laisse un peu au tremplin. On était à la recherche des secondes. Il fallait être meilleur au tremplin ce matin. ».
Jason Lamy-Chappuis est déçu de ses Jeux olympiques mais souhaite rapidement se fixer de nouveaux objectifs.
Les Autrichiens sont très heureux et fiers de cette médaille,. Ils considèrent qu'ils n'auraient jamais pu espérer décrocher l'or ou l'argent car l’Allemagne et la Norvège étaient trop fortes.
Les Allemands sont déçus de leur seconde place. Ils espéraient la médaille d'or qu'ils attendent depuis 1988. Eric Frenzel se déclare « heureux avec la deuxième place » et considère que l'équipe a eu sa chance mais l'a manquée.
Les Norvégiens sont très heureux et ils considèrent que tout le monde fait un excellent travail et qu'il s'agit d'une performance fantastique. Jørgen Graabak déclare qu'il « n'aurait jamais pu penser cela possible. Deux médailles d'or olympiques. Je me sens comme dans un rêve. Comme si quelqu'un allait me réveiller bientôt ».

## Médias
L'épreuve réalise de très bonnes audiences télévisuelles en Allemagne. Elle réunit 3,41 millions de téléspectateurs dans ce pays, ce qui représente une part de marché de 35,8 %. Seules deux autres épreuves ont fait mieux lors de ces Jeux olympiques.

## Podium
| Épreuve                         | Or                             | Or             | Argent                           | Argent         | Bronze                         | Bronze         |
| ------------------------------- | ------------------------------ | -------------- | -------------------------------- | -------------- | ------------------------------ | -------------- |
| Par équipes résultats détaillés | Norvège (NOR) - Jørgen Graabak | 47 min 13 s 50 | Allemagne (GER) - Fabian Riessle | 47 min 13 s 80 | Autriche (AUT) - Mario Stecher | 47 min 16 s 90 |

## Résultats
Le tableau ci-dessous montre les résultats de la compétition avec le nom des participants, leur pays, leur classement, les temps dans l'épreuve de fond, la longueur de leurs sauts et les points qu'ils ont remporté dans les deux épreuves,.
| Rang                                | Pays                                                                        | Longueur (m)            | Points                        | Retard au départ | Temps                                                                 | Rang du ski de fond | Temps final   |
| ----------------------------------- | --------------------------------------------------------------------------- | ----------------------- | ----------------------------- | ---------------- | --------------------------------------------------------------------- | ------------------- | ------------- |
| Médaille d'or, Jeux olympiques      | Norvège Magnus Moan Håvard Klemetsen Magnus Krog Jørgen Graabak             | 125,5 137,5 124,5 123,0 | 462,8 114,8 130,2 107,4 110,4 | 0 min 25 s       | 46 min 48 s 5 11 min 22 s 9 11 min 45 s 8 11 min 42 s 6 11 min 57 s 2 | 1                   | 47 min 13 s 5 |
| Médaille d'argent, Jeux olympiques  | Allemagne Eric Frenzel Björn Kircheisen Johannes Rydzek Fabian Riessle      | 129,0 131,0 130,0 126,5 | 481,7 122,0 120,8 121,9 117,0 | 0 min 0 s        | 47 min 13 s 8 11 min 48 s 2 11 min 45 s 9 11 min 42 s 6 11 min 57 s 1 | 3                   | +0 s 3        |
| Médaille de bronze, Jeux olympiques | Autriche Lukas Klapfer Christoph Bieler Bernhard Gruber Mario Stecher       | 126,0 133,0 122,0 132,5 | 476,3 114,8 126,7 109,5 125,3 | 0 min 7 s        | 47 min 09 s 9 11 min 40 s 5 11 min 47 s 1 11 min 43 s 4 11 min 58 s 9 | 2                   | +3 s 4        |
| 4                                   | France Sébastien Lacroix François Braud Maxime Laheurte Jason Lamy-Chappuis | 121,5 130,0 121,5 129,5 | 455,2 108,4 120,0 106,3 120,5 | 0 min 35 s       | 47 min 51 s 3 11 min 42 s 2 11 min 53 s 6 12 min 23 s 3 11 min 52 s 2 | 6                   | +1 min 12 s 8 |
| 5                                   | Japon Hideaki Nagai Yūsuke Minato Yoshito Watabe Akito Watabe               | 123,5 110,5 126,0 128,0 | 433,3 108,2 90,2 114,0 120,9  | 1 min 5 s        | 47 min 25 s 6 12 min 00 s 5 11 min 37 s 4 12 min 14 s 3 11 min 33 s 4 | 4                   | +1 min 17 s 1 |
| 6                                   | États-Unis Bryan Fletcher Todd Lodwick Taylor Fletcher Bill Demong          | 115,0 116,5 112,5 121,5 | 397,6 97,2 99,9 92,5 108,0    | 1 min 52 s       | 47 min 43 s 1 11 min 52 s 6 12 min 37 s 2 11 min 38 s 9 11 min 34 s 4 | 5                   | +2 min 21 s 6 |
| 7                                   | République tchèque Pavel Churavý Tomáš Slavík Miroslav Dvořák Tomáš Portyk  | 125,5 119,5 124,0       | 440,0 110,0 104,2 111,9 113,9 | 0 min 56 s       | 48 min 40 s 1 12 min 15 s 0 12 min 19 s 3 11 min 56 s 2 12 min 09 s 6 | 8                   | +2 min 22 s 6 |
| 8                                   | Italie Lukas Runggaldier Armin Bauer Samuel Costa Alessandro Pittin         | 110,5 112,0 120,0 116,5 | 383,9 88,7 106,3 100,2        | 2 min 10 s       | 47 min 54 s 7 12 min 06 s 0 11 min 44 s 1 12 min 00 s 9 12 min 03 s 7 | 7                   | +2 min 51 s 2 |
| 9                                   | Russie Evgeniy Klimov Niyaz Nabeev Ernest Yahin Ivan Panine                 | 130,5 121,0 116,5 118,5 | 426,2 123,7 105,0 96,0 101,5  | 1 min 14 s       | 51 min 35 s 8 13 min 02 s 8 12 min 47 s 8 12 min 38 s 3 13 min 06 s 9 | 9                   | +5 min 36 s 3 |
| -                                   | Finlande Ilkka Herola Mikke Leinonen Janne Ryynänen Eetu Vähäsöyrinki       | Non partant             | Non partant                   | Non partant      | Non partant                                                           | Non partant         | Non partant   |